# 오가키성

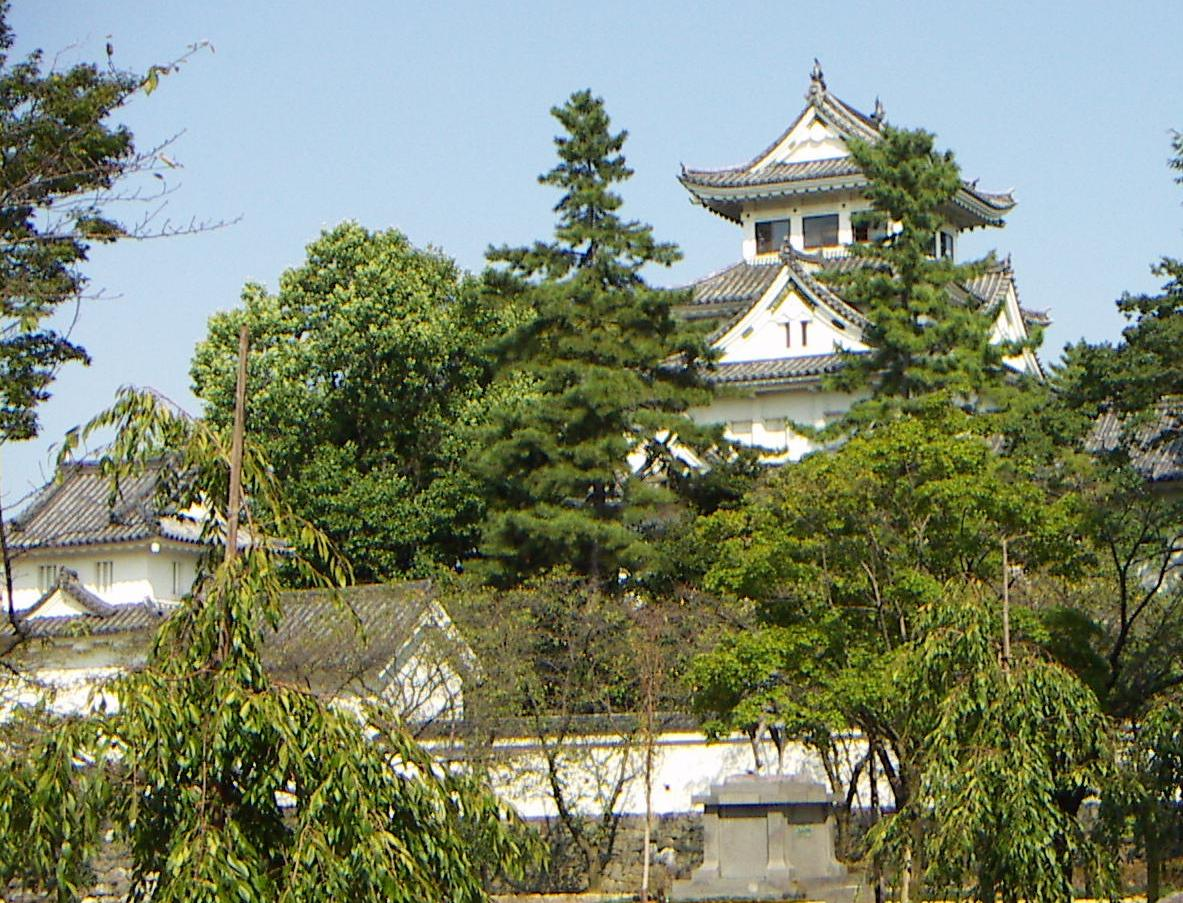
천수

오가키성(일본어: 大垣城 오가키조[*])은 일본 기후현 오가키시에 있는 성곽으로, 연곽·윤곽 복합식 구조로 되어 있다. 다른 이름으로 "비 성"(麋城)과 "교로쿠 성"(巨鹿城)이 있다.

## 개요
전성기였을때는 4층 높이의 천수각과 4중의 해자를 가진 대규모 성이었다. 현재 외관만 복원한 천수각이 재건되었고, 내부에는 세키가하라 전투 등과 관련된 자료들을 전시하는 전시관이 있다.

## 역사
1500년 다케노코시 히사쓰나에 의해 축성되었다. 오다 가문, 사이토 가문으로 지배권이 넘어간 후, 1583년 도요토미 히데요시의 가신 이케다 쓰네오키가 성주로 되었다. 1596년 이토 스케모리가 천수를 조영하였다. 1600년 세키가하라 전투를 즈음하여 이시다 미쓰나리가 입성하였고, 도쿠가와 이에야스와의 전투를 준비하였다. 이 후 도쿠가와 이에야스의 동군에 점령되었고, 이 즈음 일화가 《おあむ物語(오아무 이야기)》로 전해진다.
에도 시대인 1635년 도다 우지카네가 성주로 부임한 이후, 대대로 오가키번 도다 가문의 거성이었다.
메이지 시대에 들어서 발효된 폐성령으로 해체 매각된 다른 성과 달리 해체 매각의 위기를 면하였고, 1936년(쇼와 11년) 천수 등이 국보로 지정되었다. 하지만, 1945년(쇼와 20년) 7월 29일 연합군의 공습으로 천수가 소실되었다. 현재의 천수는 1959년(쇼와 34년) 재건된 것이다. 현재 성 주위는 오가키 공원으로 정비되어 있다. 2000년(헤세 12년) 개최된 〈결전 세키가하라 오가키 박람회〉에서 테마관의 하나로 사용되었다.

## 남아있는 구조물
개발에 따라 성의 구조물들이 훼손되었지만, 혼마루의 석벽과 바깥쪽 해자는 지금까지 남아있다. 옮겨 지어진 건물로는 시내 민가에 있는 혼마루의 이누이 문, 본신아이분 교회의 정문으로 사용된 시미즈구치 어문이 남아있다. 또, 오노 정의 민가에 성의 어디에 있었는지 모르는 성문이 이축되어 현존해 있다.

## 교통
- 도카이 여객철도 오가키역 남쪽 출구에서 도보로 7분 거리에 있다.